# Kaditzer Linde
Die Kaditzer Linde ist ein Naturdenkmal auf dem Kirchhof der Emmauskirche in Kaditz, einem Stadtteil von Dresden in Sachsen. Diese Sommerlinde (Tilia platyphyllos) hat eine Höhe von 20 Metern und ist nach unterschiedlichen Schätzungen 500 bis 1000 Jahre alt und damit der älteste Baum Dresdens. Der Umfang des Stammes beträgt etwa 9 Meter. Die Linde wurde 1818 bei einem großen Dorfbrand schwer beschädigt. Danach teilte sich der Stamm und bildete zwei getrennte Stämmlinge. Durch die Brandschäden entwickelte die Linde einen abnormalen Wuchs, um ihre Schäden so gut wie möglich zu kompensieren. Sie wurde oft beschrieben, abgebildet und war ein Anschauungsobjekt der Dendrologie. Bereits im 19. Jahrhundert zählte sie mit einem Umfang von über 10 Metern zu den größten Linden in Deutschland. Als Gerichtslinde soll sie im Mittelalter auch als Pranger gedient haben. Das „Deutsche Baumarchiv“ in Gießen zählt die Linde zu den „National bedeutsamen Bäumen (NBB)“, wobei der Stammumfang in einem Meter Höhe als wichtigstes Auswahlkriterium dient.

## Lage

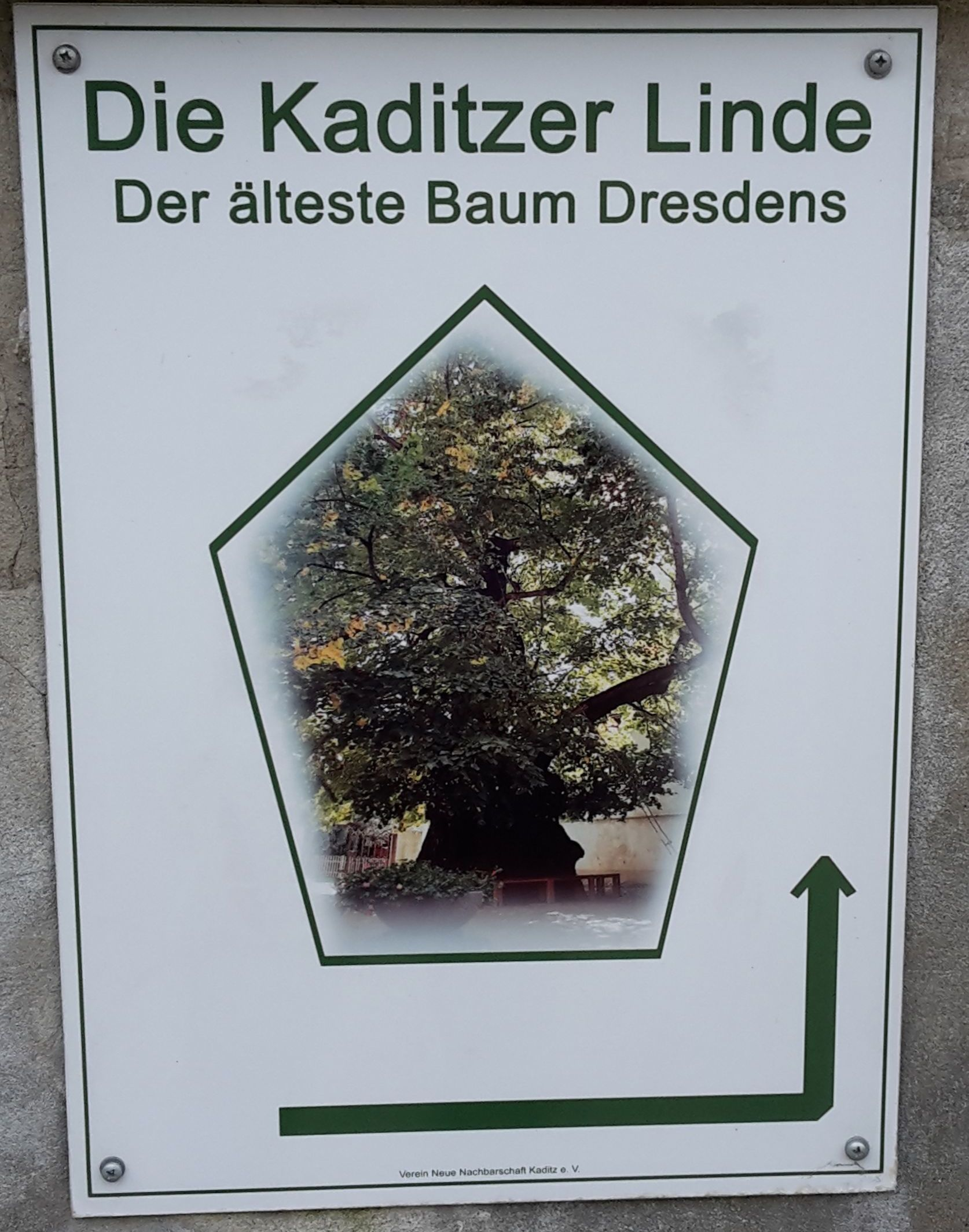
Hinweisschild zur Kaditzer Linde

Die Linde steht im Dorfkern von Kaditz, einem Dresdner Stadtteil am rechten Ufer der Elbe, auf einer flachen, hochwasserfreien Anhöhe, etwa sechs Kilometer nordwestlich der Inneren Altstadt Dresdens. Am Ortsrand führt südlich die Kaditzer Flutrinne vorbei, die zwischen 1918 und 1922 an der Stelle eines erodierenden, bei Hochwasser überfluteten Altarms der Elbe angelegt wurde, ein Teil des Hochwasserschutzes in Dresden. Die Linde steht in einer Höhe von etwa 110 Metern über Normalnull, etwa 10 Meter über dem Normalpegel der Elbe. Sie befindet sich neben der evangelischen Emmauskirche, die von einem 5400 Quadratmeter großen Friedhof umgeben ist. Durch Pfarrhaus und Kirche, die etwa 15 Meter voneinander entfernt stehen, ist sie vor Stürmen und Unwettern geschützt. Mit ihrer Krone überspannt sie einen großen Teil des Kirchhofs. In der Nähe der Linde steht ein Ehrenmal für gefallene Soldaten der beiden Weltkriege. Der Boden um die Linde ist nicht versiegelt, sondern teilweise mit Rasen bewachsen oder mit Erdboden bedeckt. Wenige Meter daneben steht die laut Kirchenbuch im Jahre 1622 gesetzte Schulmeisterlinde, der älteste Gedenkbaum Dresdens. Durch Kaditz führt der über 1200 Kilometer lange Elberadweg unmittelbar an der Linde vorbei.

## Geschichte

### Entwicklung bis zum Jahr 1818

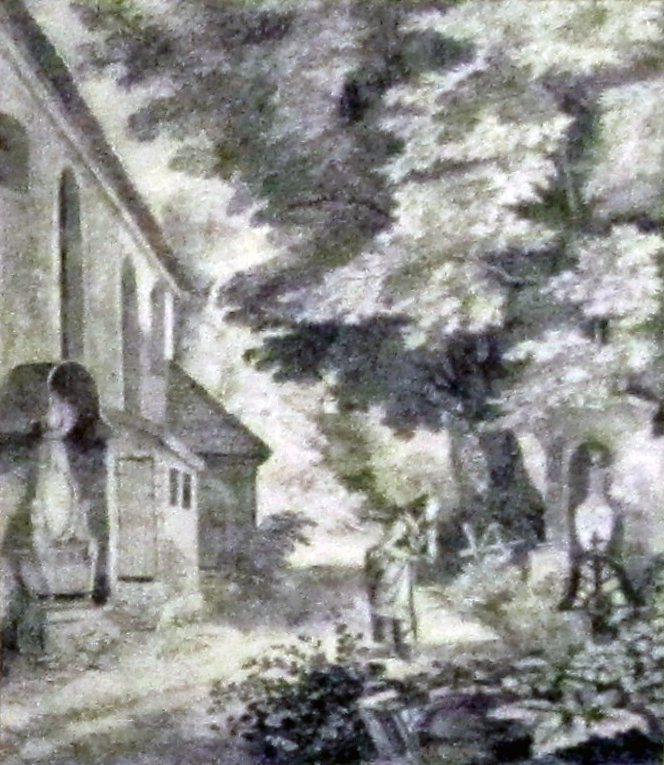
Kupferstich von Johann Christian Klengel, 1782

Im Jahr 1273 wurde die Emmauskirche als „Laurentiuskapelle“, die dem heiligen Laurentius geweiht war, erstmals erwähnt. Vermutungen zufolge soll die Linde beim Bau der Kapelle in ihrer unmittelbaren Nähe gepflanzt worden sein. Im Jahre 1430 steckten die Hussiten die Laurentiuskapelle in Brand. Der Wind stand dabei günstig, so dass die Linde nur geringe Brandschäden davontrug. Um das Jahr 1500 wurde das Kirchengebäude neu gebaut und mit ihm der älteste Friedhof in Kaditz angelegt, der bis in das Jahr 1862 einzige und allgemeine Begräbnisstätte war. Im Jahre 1637, als der Dreißigjährige Krieg auch in Sachsen tobte, stand die Kirche erneut in Flammen. Die Linde blieb dabei wiederum wie durch ein Wunder beinahe unversehrt. Die Kirche war nach dem Brand jahrelang eine ausgebrannte Ruine, bis sie ab 1650 wiederhergestellt wurde. Reste der Laurentiuskapelle sind in dem heutigen Kirchturm enthalten. Im Dreißigjährigen Krieg lagerten schwedische Truppen unter der Linde. Im Jahre 1686 wurde das Pfarrhaus neben der Kirche erbaut, so dass sich nun die Linde zwischen den beiden Gebäuden befindet.

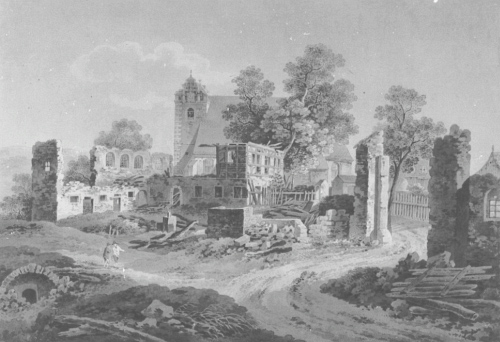
Kirche und Ruine des Pfarrhauses – Lithografie von Gustav Taubert, um 1800

Der Kirchhof wurde im Jahre 1737 zwar vergrößert, aber aufgrund der noch immer bestehenden Platznot wurden die Gräber teilweise bis dicht an die Linde heran angelegt, so dass die Grabstellen in den bei Linden typischen weit verzweigten Wurzelbereich des Baumes hineinreichten. Im Jahre 1839 heißt es in der Zeitschrift Saxonia, dass sich die Linde „wahrscheinlich durch die umliegenden Leichen genährt“ hätte. Mit dem zunehmenden Alter und dem immer mächtiger werdenden Stammumfang wurde die Linde immer bekannter. Mit einem Stammumfang von 21 Ellen, das entspricht 11,90 Meter, war sie bereits ein markantes Objekt. Deshalb veranlasste der Herzog von Kurland, der dritte Sohn von Friedrich Augusts II. und Enkel von August dem Starken, um das Jahr 1750, sie geometrisch aufnehmen zu lassen. Die Emmauskirche wurde von 1750 bis 1756 im Inneren barock umgestaltet, wobei auch ein Deckengemälde angebracht wurde. Es zeigt einen Apokalyptischen Engel mit fünf Leuchtern und im Hintergrund einen starken, durch seinen Umfang und seine Größe merkwürdig erscheinenden Baum, der die Kaditzer Linde darstellen sollte. Auf einem Kupferstich des Radierers und Malers Johann Christian Klengel aus dem Jahre 1782 ist die Linde mit Gräbern im Kirchhof neben der Kirche zu Kaditz zu sehen. Dies ist die älteste bekannte bildnerische Darstellung des Baumes. Die Linde wurde im Jahre 1795 als „Flaggschiff aller Linden“ bezeichnet. Bei einem Brand im östlichen Teil von Kaditz im Jahre 1802, bei dem auch das Pfarrgebäude beschädigt wurde, blieb die Linde wiederum ohne größere Schäden. Eine Lithografie des Malers und Zeichners Gustav Taubert, vermutlich aus dem Jahre 1802, zeigt das bis auf die Außenmauern abgebrannte Pfarrhaus, dahinter die Linde und die Kirche. Napoleonische Truppen zogen im Jahre 1812 durch das Dorf an der Linde vorbei. Im Jahre 1818 heißt es in Dresden und das Elbgelände des Vereins zur Förderung Dresdens und des Fremdenverkehrs auf S. 128: „Auf dem Friedhof eine uralte Linde.“

### 19. Jahrhundert

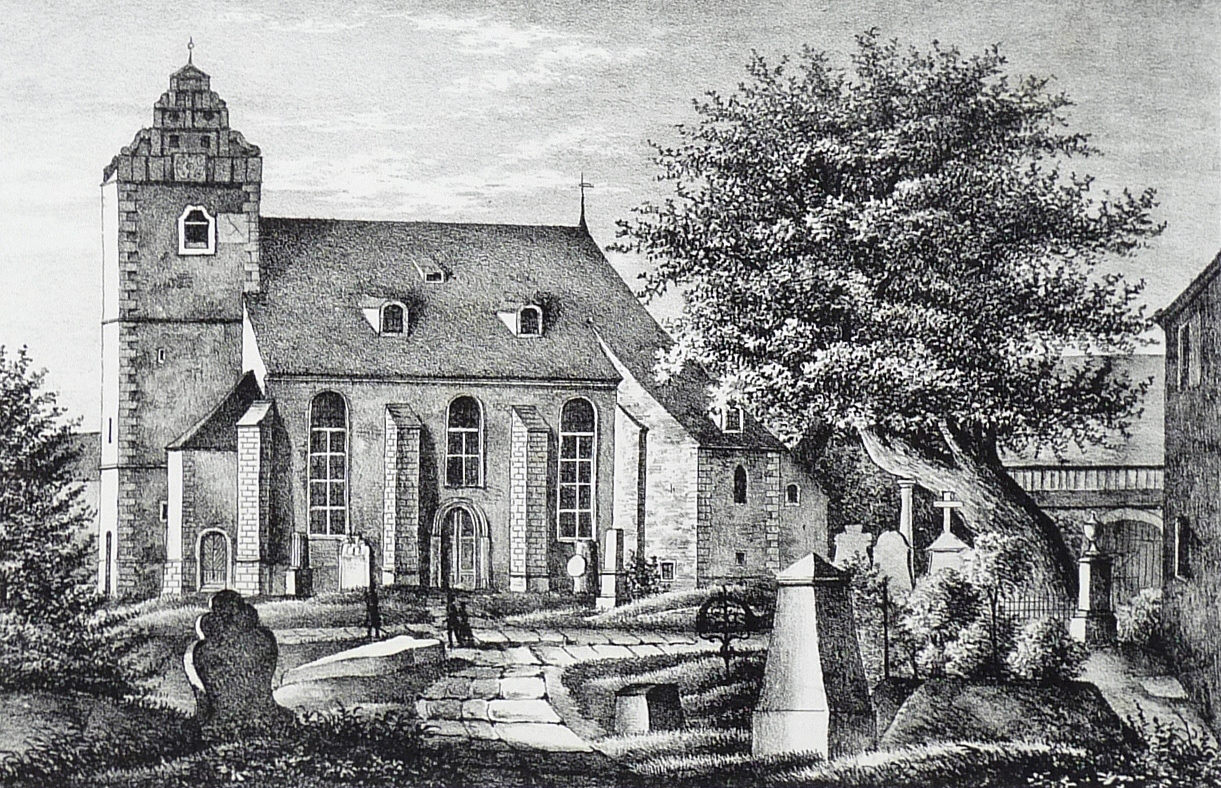
Kirche Kaditz mit Linde – Lithografie von 1837

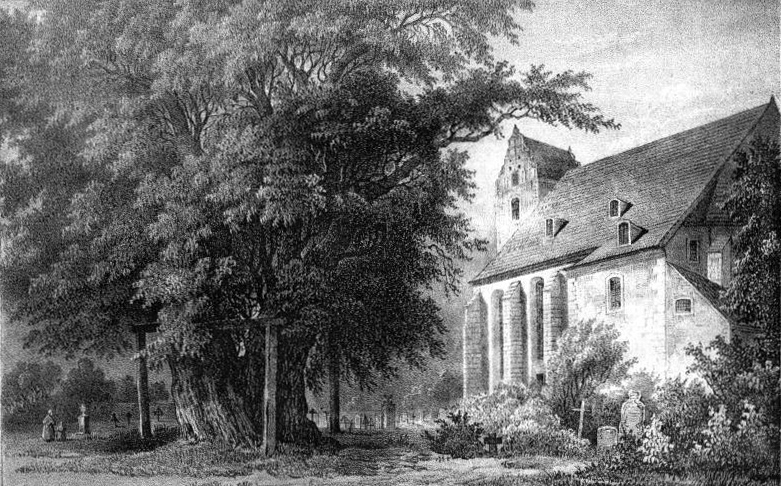
Die Linde zu Kaditz
Lithographie von Carl Wilhelm Arldt, 1844

Ebenfalls im Jahr 1818 kam es in Kaditz zu einer großen Brandkatastrophe, diesmal mehr im westlichen Teil. Dabei brannten 19 Bauernhäuser und 30 Scheunen und auch das wenige Meter neben der Linde stehende Pfarrhaus nieder. Das Feuer sprang vom Pfarrhaus zur großen Linde über und zerstörte eine Stammhälfte, die bis über den Stammkern vollkommen verbrannte. Ein weiteres Überspringen des Feuers vom Pfarrhaus zur Kirche wurde durch die Linde verhindert. Trotz des großen Schadens blieb die Linde am Leben. Der bis dahin zwar hohle, aber noch vollständig geschlossene Stamm hatte nun eine große Öffnung zum Pfarrhaus hin. Im Inneren zerfiel die Linde allmählich. Der Hohlraum im Stamm war so groß, dass man ihn betreten und dort einen Tisch und Stühle aufstellen konnte. Auch sollen sich darin mehrmals Jugendliche zum Musizieren getroffen haben. Zur Erhöhung der Standfestigkeit des Baumes und zur Stärkung der Stammruine entwickelten sich im Laufe von Jahrzehnten Wurzeln zu starken Sekundärstämmen. Aufgrund dieses Phänomens war die Linde oft Exkursionsziel von Lehrenden und Lernenden auf dem Gebiet der Dendrologie, der Wissenschaft von der Baum- und Gehölzkunde. Die Bekanntheit der Linde wurde nach dem Brand und der Entwicklung zur Abnormität immer größer. Es entstanden von der Linde zahlreiche Zeichnungen und Gemälde, von denen eines auf einer Kunstausstellung in Dresden gezeigt wurde, was zur steigenden Popularität der Linde beitrug. In landesweit erscheinenden Journalen und Zeitschriften las man von ihrem Schicksal, wobei die Verfasser nicht mit Superlativen hinsichtlich Alter und Schicksal der Kaditzer Linde sparten.

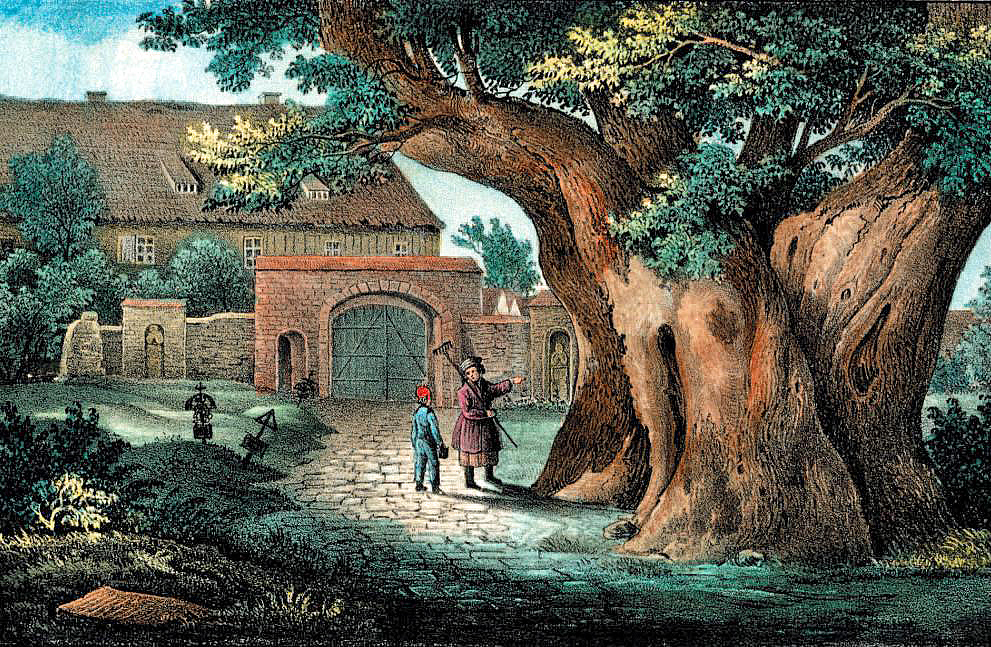
Die große Linde auf dem Kirchhofe zu Kaditz
Lithografie von Carl Wilhelm Arldt, nach Julius Fleischmann, um 1840

Im Jahr 1823 berichtete Johann Gottfried Ziller, der damalige Kantor: „Bemerkenswert ist, dass die Natur die inneren Wände in der Höhlung des Stammes nach und nach wieder mit neuer Rinde überkleidet und dem Stamm neues Leben bereitet hat.“ Im Jahre 1829 wurde der unterste schwere Ast auf Veranlassung des Superintendenten Karl Christian Seltenreich, Pastor an der Kreuzkirche in Dresden, mit Säulen und Balken gestützt, um einem Ausbrechen entgegenzuwirken. Diese Konstruktion hatte die Form eines Tores, das wie Mauerwerk verputzt wurde, um ihr den Anschein eines steinernen Säulenwerkes zu geben. Sachsens Kirchen-Galerie aus dem Jahre 1836 enthält Angaben zur Größe des Stammes und einen Vergleich zu anderen Linden: „Auf dem Kirchhofe zu Kaditz befindet sich eine Linde, die ihres Umfanges und hohen Alters wegen bemerkenswerth ist. Die bekannte große Linde bei Augustusburg mißt 18 ½ Ellen im Umfange ihres Stammes. Eine Linde in Schwaben wird von 18 Ellen Stammesumfang und als die älteste und stärkste in Deutschland aufgeführt. Diese, auf dem Kirchhofe zu Kaditz, mißt am Fuße 19 ¾ Ellen. Der Greisenbaum ist hohl, und der größte Durchmesser seiner Höhlung beträgt 5 Ellen.“ Ein Beitrag in der Zeitschrift Saxonia aus dem Jahre 1839 mit der Überschrift Die große Linde auf dem Kirchhofe zu Kaditz bei Dresden vergleicht die Kaditzer ebenfalls mit der Augustusburger Linde: „Auf dasigem Kirchhofe, dem Hauptthore gegenüber zwischen der Kirche und dem Pfarrhause, befindet sich jene durch Größe und Alter ausgezeichnete Linde. Ihr Stamm übertrifft die Augustusburger Linde von 18 ½ Elle Umfang, denn die Kaditzer faßt in der stärksten Breite 21 Ellen.“ In der Zeitschrift Das Vaterland der Sachsen aus dem Jahre 1844 wird ausführlich über die Kaditzer Linde berichtet:

„[…] Nicht seine Höhe, auch nicht die Ausbreitung seiner Aeste, wohl aber der Umfang seines Stammes und sein hohes Alter ist es, was ihn merkwürdig macht und wodurch er mit den berühmtesten Baumgreisen des sächsischen Vaterlandes wetteifert und sie übertrifft. Denn während die sehenswerthe, uralte Augustusburger Linde etwas über 18 Ellen im Umfang hat, während die zu Annaberg, besonders dadurch merkwürdig, daß sie umgekehrt in die Erde und an ihre dermalige Stelle einst gepflanzt sein muß, noch diese Dicke nicht erreicht, beträgt die Peripherie des etwa 8 bis 10 Ellen hohen Stammes der Kaditzer Linde nicht weniger als 39 ½ Fuß. Das Innere dieses ungeheuren Stammes ist hohl und man kann von der Seite des Pfarrhauses her bequem hineingehen. Die längste Ausdehnung dieser Höhlung, die von Ost nach West, mag gegen 5 bis 7 Ellen betragen. Hier und da hat sich in den inwendigen Theilen wieder neue Rinde angesetzt, wodurch den vier, gegen die Dicke des Stammes unverhältnißmäßig abfallenden, nicht sehr starken Hauptästen die dürftige Nahrung zufließt. Noch vor etwa fünf und zwanzig Jahren bildete der Stamm ein lückenlos zusammenhängendes, obzwar schon damals und längst vorher ausgehöhlt gewesenes Ganzes, wurde aber beim Brande des Dorfes, im Jahre 1818, wodurch nebst 19 Bauergütern und 30 Scheunen auch die Pfarrwohnung ein Raub der Flammen wurde, so stark verletzt, daß er von der Seite des Pfarrhauses her völlig abstarb und die erwähnte Öffnung erhielt. Die unverhältnißmäßig dünner werdenden Hauptäste werden dermalen durch zwei große, hölzerne Oblonga zusammengehalten, und überdies der Eine dieser Aeste durch ein geschmackvolles, hölzernes Portal, dem man durch Sandbewurf den Anschein eines steinernen Säulenwerkes gegeben hat, von unten her gestützt. Zu dieser lobenswerthen Pietät und Sorgfalt, den uralten Baum noch möglichst lange vor dem Untergange zu bewahren, hat der verstorbene Dresdner Superintendent, Dr. Seltenreich, den ersten Impuls gegeben. Der Gipfel der Linde oder vielmehr die höchsten Spitzen seiner Aeste sind mit den Giebeln des Kirchdaches und des Pfarrgebäudes ziemlich parallel und mögen etwa 40 bis 50 Ellen hoch sein. Nach der nicht unwahrscheinlichen Angabe alter Ortsbewohner diente ehemals der alte Lindenstamm zu einer Art von Pranger für diejenigen, welche Kirchenbuße verwirkt hatten, und wirklich findet man noch einige eiserne, fast ganz von Rinde überwachsene Ringe und Klammern in dem Stamme. In neueren Jahrhunderten müssen von Zeit zu Zeit die allzu hohen und starken Aeste, theils weil sie für das Pfarr- und Kirchdach nachtheilig gewesen sind, theils weil sie dem hohlwerdenden Stamme Auseinanderreißung und Zerstörung gedrohet haben, abgesägt worden sein. Dadurch sind nach und nach die Feueressen-ähnlichen, großen Oeffnungen am Ausgange des Stammes entstanden, durch die schon mancher muntere Bursche kroch, um seinen Kopf als junge Frucht des alten Baumes den Gespielen lustig vorzuzeigen. […]“

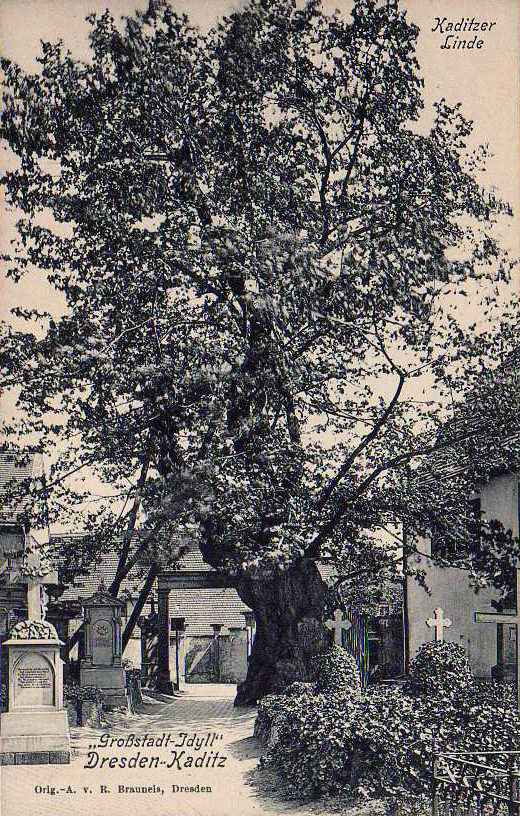
Großstadt-Idyll – Dresden Kaditz, um 1905

Der Zeichner und Lithograf Carl Wilhelm Arldt fertigte um das Jahr 1840 mehrere Ansichten von der Linde an. Zwei davon entstanden nach Zeichnungen von Julius Fleischmann, eine davon als farbige Lithografie mit dem Titel Die große Linde auf dem Kirchhofe zu Kaditz.
Gegen Mitte des 19. Jahrhunderts knickte eine morsch gewordene Stütze unter der großen Last zusammen und der darauf liegende Hauptast brach ab. Im Jahre 1864 heißt es in der Zeitschrift Die Dioskuren: Deutsche Kunst-Zeitung im Kapitel Deutsche Waldbäume: „Noch kolossaler ist die alte Linde auf dem Kirchhofe des Dorfes Kaditz bei Dresden. Ihr Stamm hat einen Umfang von 40 Fuß und einen Durchmesser von 12 Fuß. Sie ist vollständig ausgehöhlt, doch sind die inneren Wände mit frischer Rinde bekleidet. Sie scheint, nach einem im Holze verwachsenen Halseisen zu urtheilen, in der Vorzeit als Pranger gedient zu haben.“ Um das Jahr 1875 wurde an der Bruchstelle des Astes ein Gitter angebracht, um das Eindringen in den Hohlraum des Stammes zu verhindern. Das Gitter soll von einigen Fenstern des alten Pfarrhauses stammen. Bis dahin wurde der Hohlraum von den Dorfbewohnern, vor allem von den Jugendlichen, genutzt, um darin Unfug zu treiben. Das Gitter wurde einige Jahre später mit einem Schloss versehen, für das man in der Pfarrei den Schlüssel erhalten konnte.
Im Jahre 1890 wurde in der Zeitschrift Die Gartenlaube in der Reihe Deutschlands merkwürdige Bäume von der Kaditzer Linde berichtet: „Ungefähr in der Mitte des Dorfes liegt die hübsche Kirche; zwischen ihr und dem Pfarrhause, mitten unter grünbewachsenen und steingeschmückten Grabstätten aber erhebt sich die weitberühmte Kaditzer Linde. Der staunenswerthe Baumkoloß hat 11 Meter Stammumfang; das Innere des Stammes ist völlig hohl und deshalb sind seit langem Stützen nothwendig geworden. An der einen Seite ist die Rinde herausgebrochen; die Stütze war morsch geworden, die Rinde konnte den starken Ast nicht mehr tragen und wurde mit diesem fortgerissen. Besonders merkwürdig ist nun, daß sich innen ringsum die Rinde neu gebildet hat.“

### Neuere Zeit

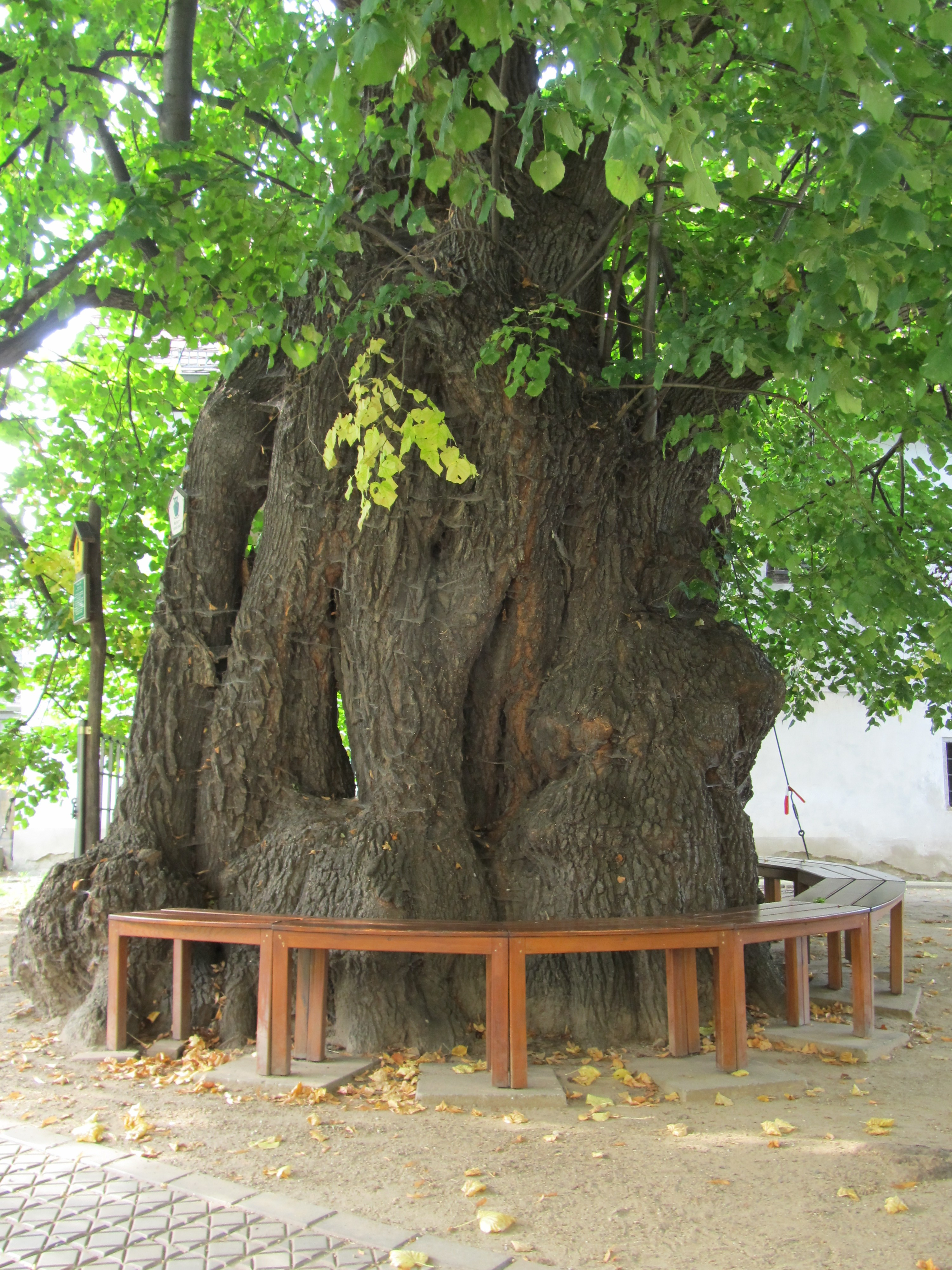
Hauptstamm mit umlaufender Bank

Die Gemeinde Kaditz verlor im Jahre 1903 ihre Selbstständigkeit und wurde nach Dresden eingemeindet. Aus der Dorflinde wurde ein Großstadt-Idyll, so pries man die Linde auf Postkarten an. In der Tageszeitung Sächsische Nachrichten stand im Jahre 1909: „Zu den ältesten Bäumen Sachsens, ja vielleicht Deutschlands, gehört die gewaltige Linde auf dem Friedhofe des Dorfes Kaditz, der Umfang betrug 12,5 und der Durchmesser 4 m.“ Am 7. Juni 1925 wurde in etwa 20 Meter Entfernung von der Linde ein Kriegerehrenmal mit einem großen, in Stein gehauenen Adler mit Blickrichtung zur Linde feierlich geweiht. Im Jahre 1945 soll sich in den ersten Tagen nach dem Zweiten Weltkrieg ein Bewohner von Kaditz in der Nacht im hohlen Stamm versteckt haben, um so den Razzien in den Häusern zu entgehen. Um das Jahr 1960 wurden sehr alte Gräber im Wurzelbereich der Linde freigelegt und geräumt. Mit den Jahren bildeten sich aus dem hohlen und halbseitig geöffneten Stamm ein Hauptteil und ein sehr kleiner zweiter Stammteil. Der Raum zwischen den beiden Stammteilen wurde mit der Zeit immer größer. Der damalige Pfarrer Karl-Heinz Scharf, der sich intensiv mit der Biographie der Linde beschäftigte und damit zur Popularität der Linde beitrug, führte um das Jahr 1970 Brautpaare nach der kirchlichen Trauung durch den geteilten Stamm. Damit wollte er den Jungvermählten versinnbildlichen, dass sie auch auf ihrem gemeinsamen Lebensweg fest zusammenhalten müssen, was immer auch geschieht. Die zum Schutz angebrachten Gitter wurden jeweils für diesen Anlass geöffnet.

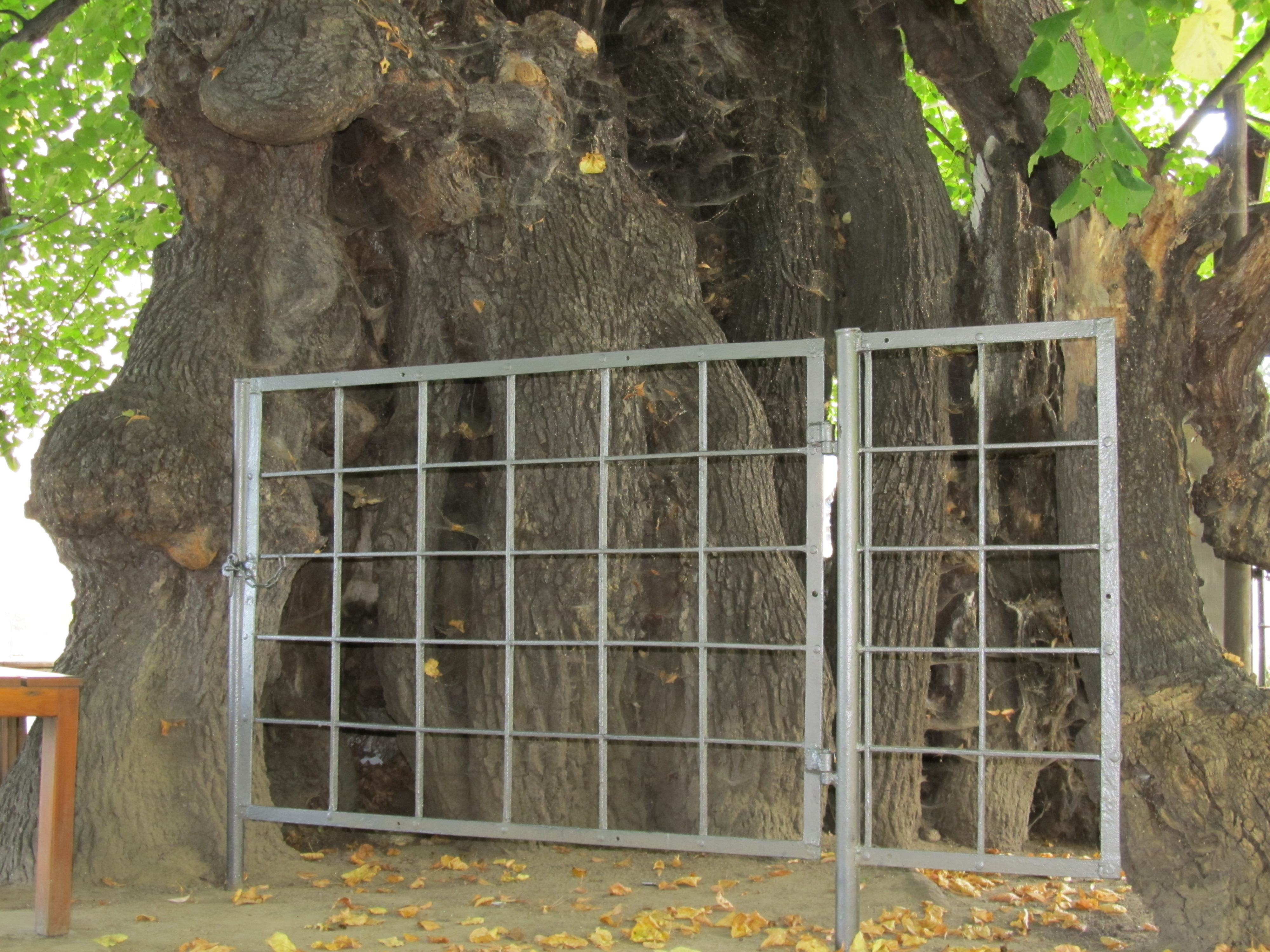
Hauptstamm mit Absperrgitter

Der Stamm der Linde wird seit dem Jahre 1975 durch zwei neue Gitter geschützt. Sie wurde am 3. Januar 1985 mit 30 weiteren Bäumen im Stadtgebiet laut Beschluss 266/85 des Rates der Stadt Dresden mit der Objektnummer dd 041 zum Naturdenkmal erklärt. Mit der Unterschutzstellung sind regelmäßige Kontrollen und Pflegemaßnahmen verbunden. Im Jahre 1996 wurde für 16.000 Deutsche Mark eine neue Kronenverspannung angebracht. Im Jahre 1997 beantragte eine Schweizer Firma die Rechte für einen Kiestagebau auf Kaditzer Gemeindegebiet bis weit über das Jahr 2010 hinaus. Dadurch wäre der Grundwasserspiegel so weit gesunken, dass die Linde wohl trockengefallen wäre. Das Regierungspräsidium des Regierungsbezirks Dresden lehnte den Antrag nach dem Widerstand zahlreicher Bewohner und von öffentlichen Institutionen jedoch ab. Im Jahre 2008 drohte der Ast des kleinen Stammteiles mit dem oberen Rindenstück auszubrechen. Deshalb wurde er mit einer Metallstrebe gestützt. Beim Jahrhunderthochwasser der Elbe im Jahre 2002 war Kaditz völlig vom Wasser umschlossen, niedere Ortsteile waren überflutet. Die Jahrhundertflut überströmte die meterhohe Friedhofsmauer und überschwemmte die Gräber im Friedhof. Am höchsten Punkt der Umgebung, an der Schwelle der Kirche und kurz vor dem Stammfuß der Linde, machte die Flut halt. Im Jahre 2003 wurden neben dem alten Naturdenkmalzeichen mit der Eule das neue Zeichen und eine neue Informationstafel angebracht. Auch in jüngerer Zeit berichten regelmäßig Zeitungen und Bücher über die Linde. Der Forstwissenschaftler und Naturschützer Hans Joachim Fröhlich, Initiator des Kuratoriums Alte liebenswerte Bäume in Deutschland e. V., schrieb im Jahre 2000 in Alte Liebenswerte Bäume in Deutschland: „Die Linde ist ein Monument von einem Baum mit vielen Füßen, Armen und Körpern.“ Die Dresdner Neuesten Nachrichten berichteten am 3. April 2004 mit der Überschrift Methusalem der Bäume. Kaditzer Linde: „Älter als die Stadt: Seit einem Dorfbrand im Jahre 1818 nur ein Torso, treibt die Linde an der Kaditzer Kirche noch jedes Frühjahr neu aus. Mit einem geschätzten Alter von tausend Jahren gilt sie als Dresdens betagtester Baum.“

## Beschreibung

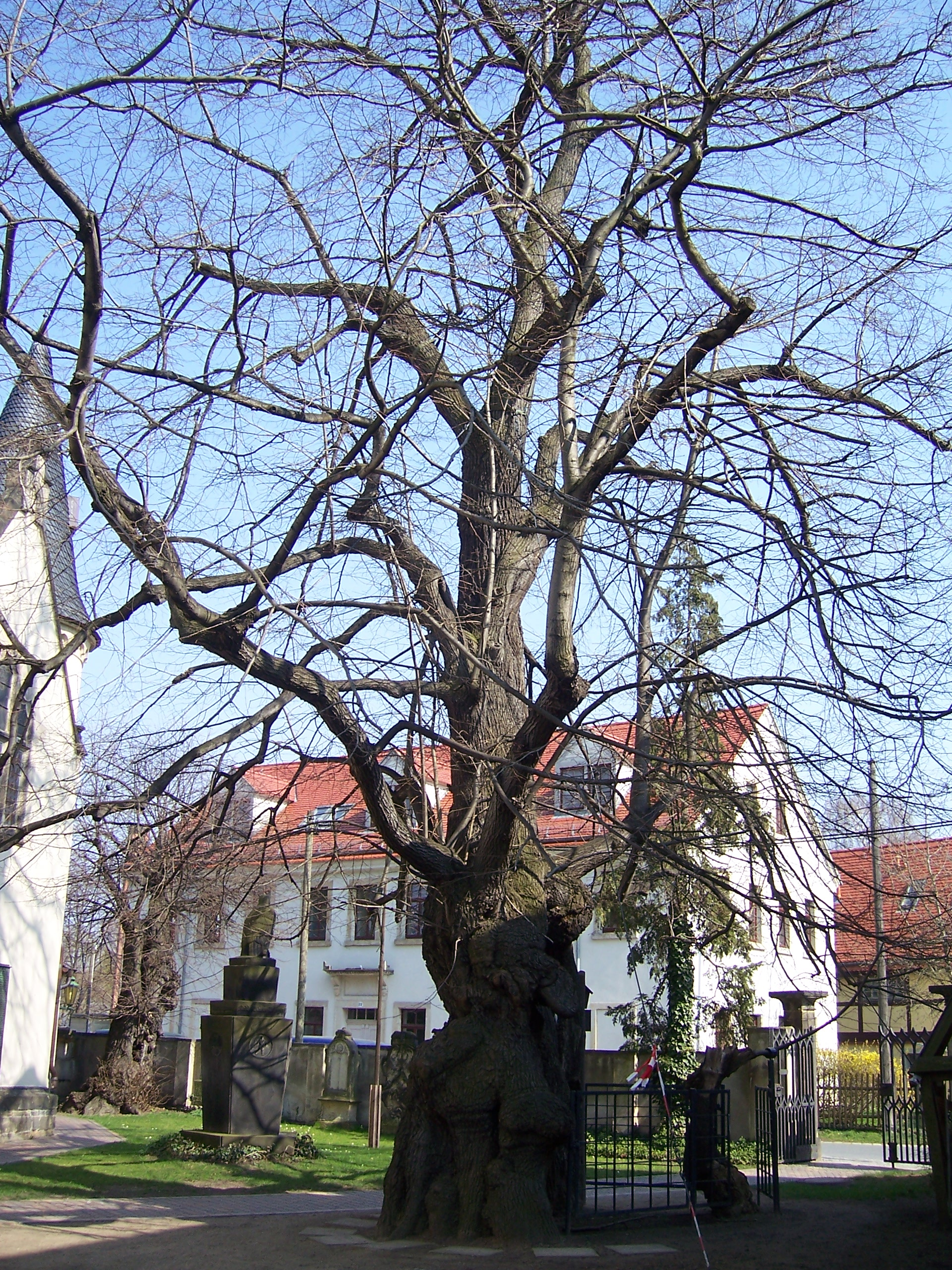
Linde vom Kirchhof aus (2009)

Die Baumart wird unterschiedlich benannt. Das Umweltamt der Landeshauptstadt Dresden als Untere Naturschutzbehörde hat die Linde als Sommerlinde (Tilia platyphyllos) auf dem Grundstück Altkaditz Nummer 27 erfasst. In einem Teil der Literatur wird sie ebenfalls als Sommerlinde bezeichnet. Bei anderen wird sie jedoch fälschlicherweise Winterlinde (Tilia cordata) genannt. Dies ist darauf zurückzuführen, dass im Beschluss von 1985 von einer Winterlinde in Altkaditz 25 die Rede ist.

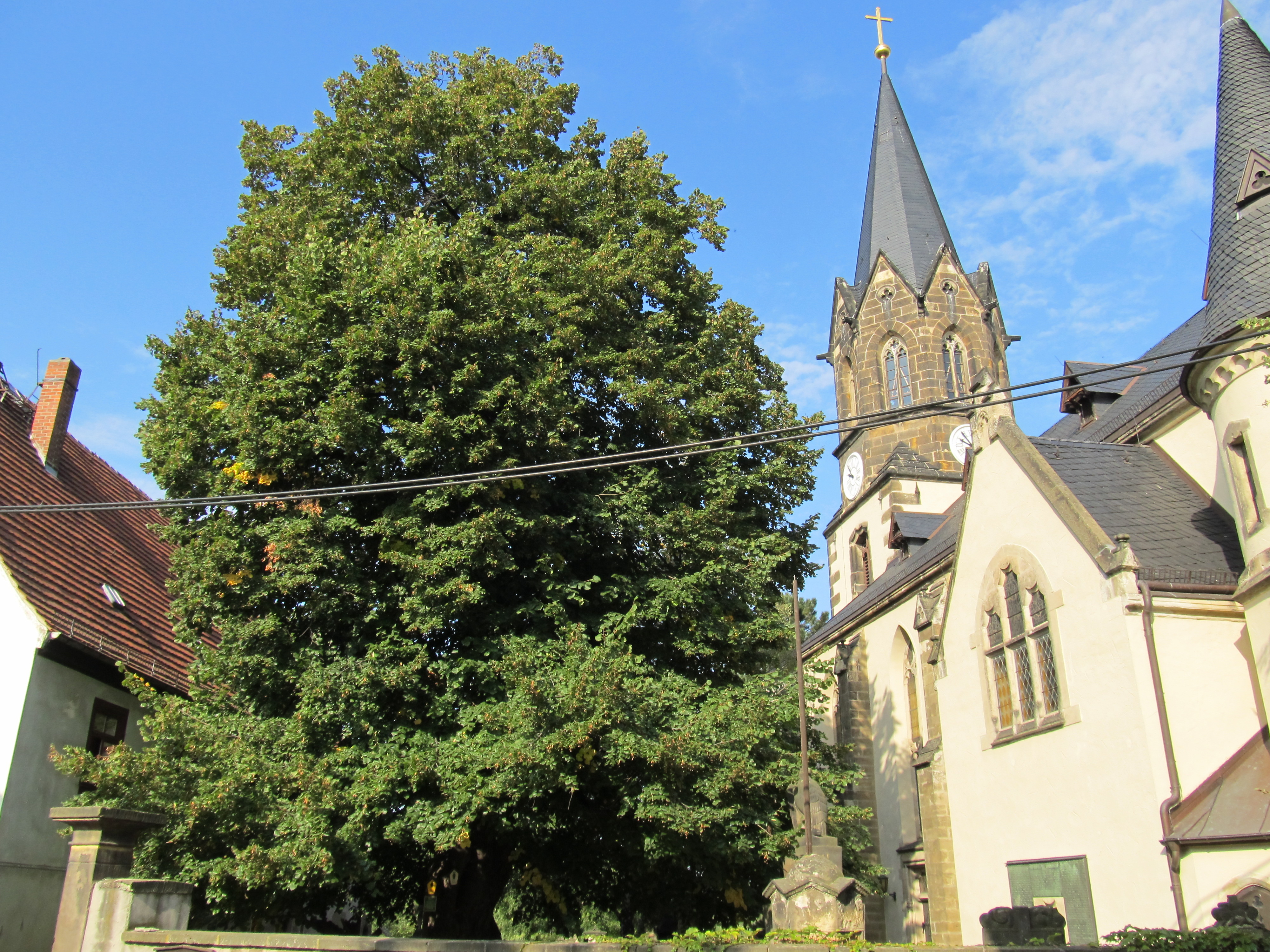
Linde zwischen Pfarrhaus und Kirche

Der Stamm besteht aus zwei voneinander getrennten Teilen. Den kleineren Stammteil stützt eine Metallstrebe. Den größeren, der von einer Sitzbank umgeben ist, halten zwei Stahlstangen, die von der Krone schräg zum Boden gespannt und mit Gurten, die im Jahre 1995 die zuvor angebrachten Stahlringe ersetzten, in etwa halber Baumhöhe am Stämmling befestigt sind. Zwischen beiden Stammteilen befinden sich mehrere Schutzgitter, um ein Eindringen in die Stammhöhlung zu verhindern. Auf dem größeren Stammteil sitzt eine recht große Krone aus überwiegend jüngeren Ästen. In den vergangenen Jahrhunderten wurden die großen Äste immer wieder beschnitten, damit sie bei Stürmen an Kirche und Pfarrhaus keine Schäden anrichten konnten, aber auch, um den hohlen und geschwächten Stamm vor der Zerstörung durch die große und schwere Krone zu bewahren. Eine Kronensicherung mit drei im Boden verankerten Stahlseilen und mehreren Seilen zwischen den Ästen soll Astausbrüche vermeiden. Der Hauptstamm reicht weit nach oben und von dort gehen die zahlreichen Äste ab. Im Jahre 2004 hatte die Linde eine Höhe von 20 bei einem Kronendurchmesser von 17 Metern.
Bis zum Brand im Jahre 1818 war der Stamm zwar bereits hohl, aber noch vollständig geschlossen. Damals verkohlte ein Teil der Ummantelung und es bildete sich eine Öffnung. Als der Baum später einen weiteren großen Hauptast verlor, weil eine morsche Stütze unter der Last gebrochen war, erweiterte sich die Öffnung. Mit der Zeit teilte sich der Stamm in zwei Hälften, deren Abstand zueinander immer größer wurde. Gegenwärtig besteht der kleinere Stammteil, der völlig isoliert in mehreren Metern Abstand zum Hauptstamm stehengeblieben ist, nur noch aus einem etwa 20 × 100 Zentimeter großen Stammstück. Mitbedingt durch Klimaeffekte wie die Dürre und Hitze in Europa 2018, verschlechterte sich der Zustand des kleinen Nebenstamms ab 2020. Im Jahr 2021 trieb er erstmals nicht mehr aus und starb in der Folge ab, wobei der einzige von ihm ausgehende Ast abbrach. Die größere Stammhälfte, die 1818 nicht vom Feuer beschädigt wurde, ist ungewöhnlich vielstämmig und weist Öffnungen auf. Die Linde bildete nach der Brandkatastrophe starke Sekundärstämmlinge, wodurch sich die Standfestigkeit erhöhte. Sie sind ein Teil des heutigen Stammes. Nach dem Feuer bildete sich über den Brandwunden und auch teilweise auf der Innenseite des hohlen Stammes neue Rinde, durch die die starken Hauptäste Nahrung erhalten. Die Sekundärstämmlinge und die Rindenbildung werden teilweise als „Phänomen“ oder „Wunder“ angesehen. An der Linde befindet sich eine Informationstafel mit folgender Inschrift:
| Naturdenkmalschild | Naturdenkmalschild |
| --- | ------------------ |
| „Kaditzer Linde“ Sommer-Linde (Tilia platyphyllos Scop.) Naturdenkmal – ältester Baum Dresdens; viele Jahrhunderte alt (tausendjährig?); vitale Reste eines Baumes mit über 9 m Stammumfang; 1818 bei einem Brand stark geschädigt; die Stämmlinge auf der Innenseite sind ehemalige Wurzeln und stabilisieren die Halbschale des Baumes Schutzbereich: Kirchhof Landeshauptstadt Dresden 2000 |                    |

### Stammdurchmesser

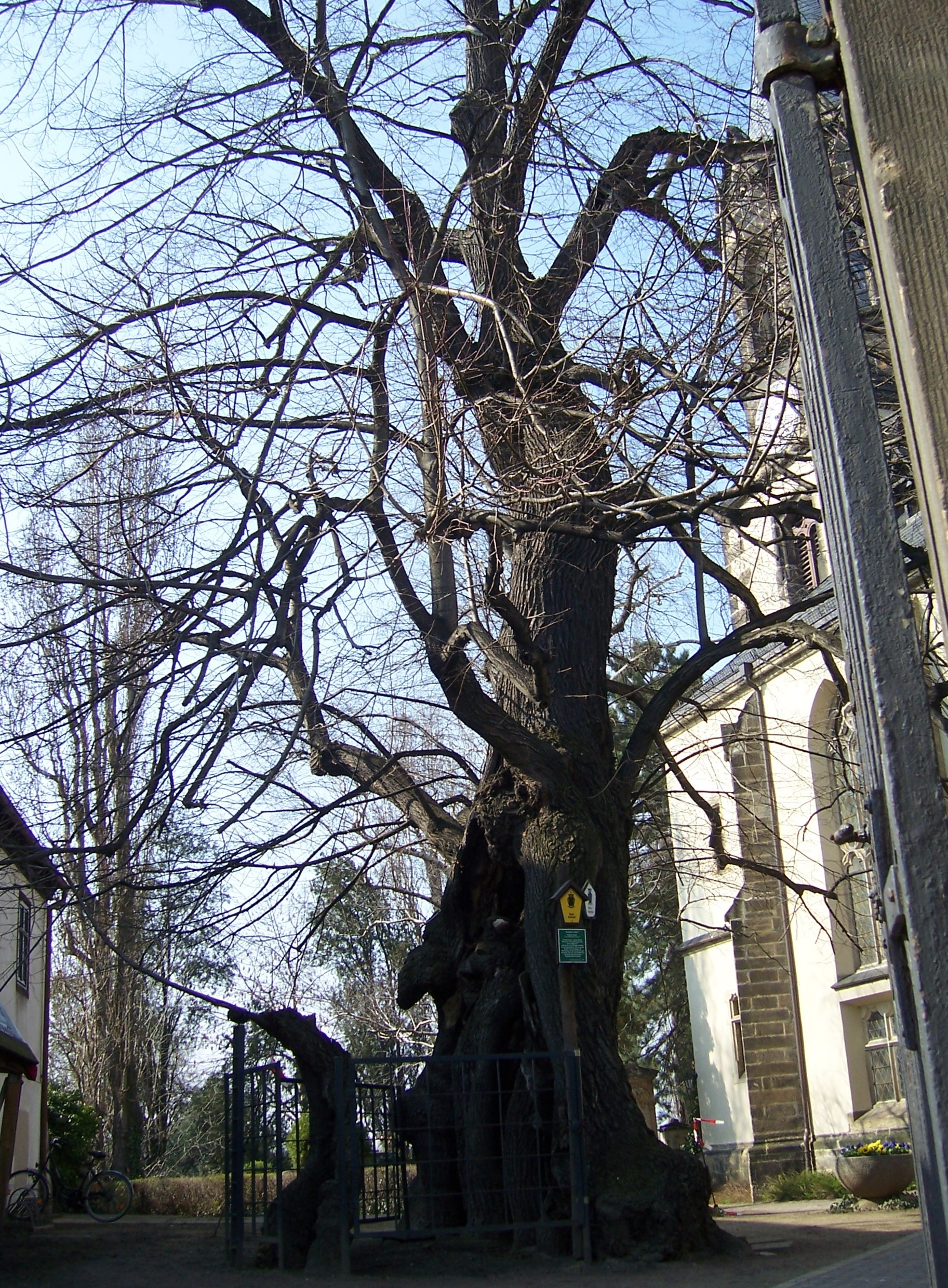
Stammansicht vom Eingangstor aus gesehen (2009)

Seit Anfang des 19. Jahrhunderts gibt es zahlreiche Berichte mit konkreten Maßangaben unterschiedlicher Längenmaß-Einheiten. Im 19. Jahrhundert wurde der Stammumfang noch über 10 Meter gemessen, der seit der Schädigung des Stammes bei der Brandkatastrophe im Jahre 1818 abgenommen hat. In Sachsens Kirchen-Galerie wurde im Jahre 1836 ein Stammumfang von 19 ¾ Ellen genannt. Saxonia nannte im Jahre 1839 einen Umfang von 21 Ellen. Das Vaterland der Sachsen des Jahres 1844 bezeichnete den Stammumfang mit 39 ½ Fuß. Im Jahre 1856 wurde in Flora oder allgemeine botanische Zeitung der Umfang am Stammfuß mit 18 Ellen angegeben. Im Archiv für die Sächsische Geschichte wurde im Jahre 1863 ein Umfang von knapp 40 Fuß genannt. Im Jahre 1874 hieß es in Unsere Zeit, einer Monatsschrift des Conversations-Lexikons, der heutigen Brockhaus Enzyklopädie, im Kapitel Die Pflanzenriesen unserer Erde: „Die größte Linde dürfte gegenwärtig die auf dem Kirchhofe zu Kaditz bei Dresden sein, die 27 Ellen Umfang messen soll.“ Der Botaniker und Paläontologe Heinrich Göppert gab im Jahre 1878 im Botanischen Jahresbericht einen Umfang von 13 Meter an. Die Gartenlaube des Jahres 1890 nennt einen Umfang von 11 Metern. Der Großherzogliche Oberförster Ern. Faber gab im Jahre 1897 in einem Artikel mit der Überschrift Unsere Baumriesen einen Umfang von immer noch 40 Fuß an, was etwa 12,2 Meter entspricht. Mit diesen Umfangsangaben des 19. Jahrhunderts von 11 bis über 12 Meter gehörte der Baum schon damals zu den größten Linden in Deutschland.
Der Stammumfang der Linde wurde seit der Wende auf verschiedenen Höhen gemessen und betrug seither weniger als 10 m. Der Forstwissenschaftler Hans Joachim Fröhlich gab in Wege zu alten Bäumen für das Jahr 1994 auf 1,3 Meter Höhe, der Stelle des sogenannten Brusthöhendurchmessers (BHD), einen Umfang von 9,40 Metern an. Michel Brunner, Fotograf, Buchautor und Gründer von pro arbore, einer Inventarisierung von alten und kuriosen Bäumen der Schweiz, stellte 2007 in Bedeutende Linden einen Umfang von 9,60 Metern fest. In einer Broschüre des Staatlichen Umweltfachamts Radebeul, Baum-Naturdenkmale in der Region oberes Elbtal/Osterzgebirge aus dem Jahre 2004, ist ein Stammumfang von neun Metern angegeben. Das Deutsche Baumarchiv, das die alten Bäume in Deutschland dokumentiert und Herausgeber eines Buches über national bedeutsame Bäume (NBB) ist, ermittelte im Jahre 1998 in einem Meter Höhe einen Umfang von 9,55 Metern. Hierbei wurde der isolierte Stammteil mit einbezogen. An der Stelle des geringsten Durchmessers (Taille), die nur den Hauptteil umfasst, wurde vom Baumarchiv im Jahre 2001 ein Umfang von 6,97 Metern gemessen.

### Alter

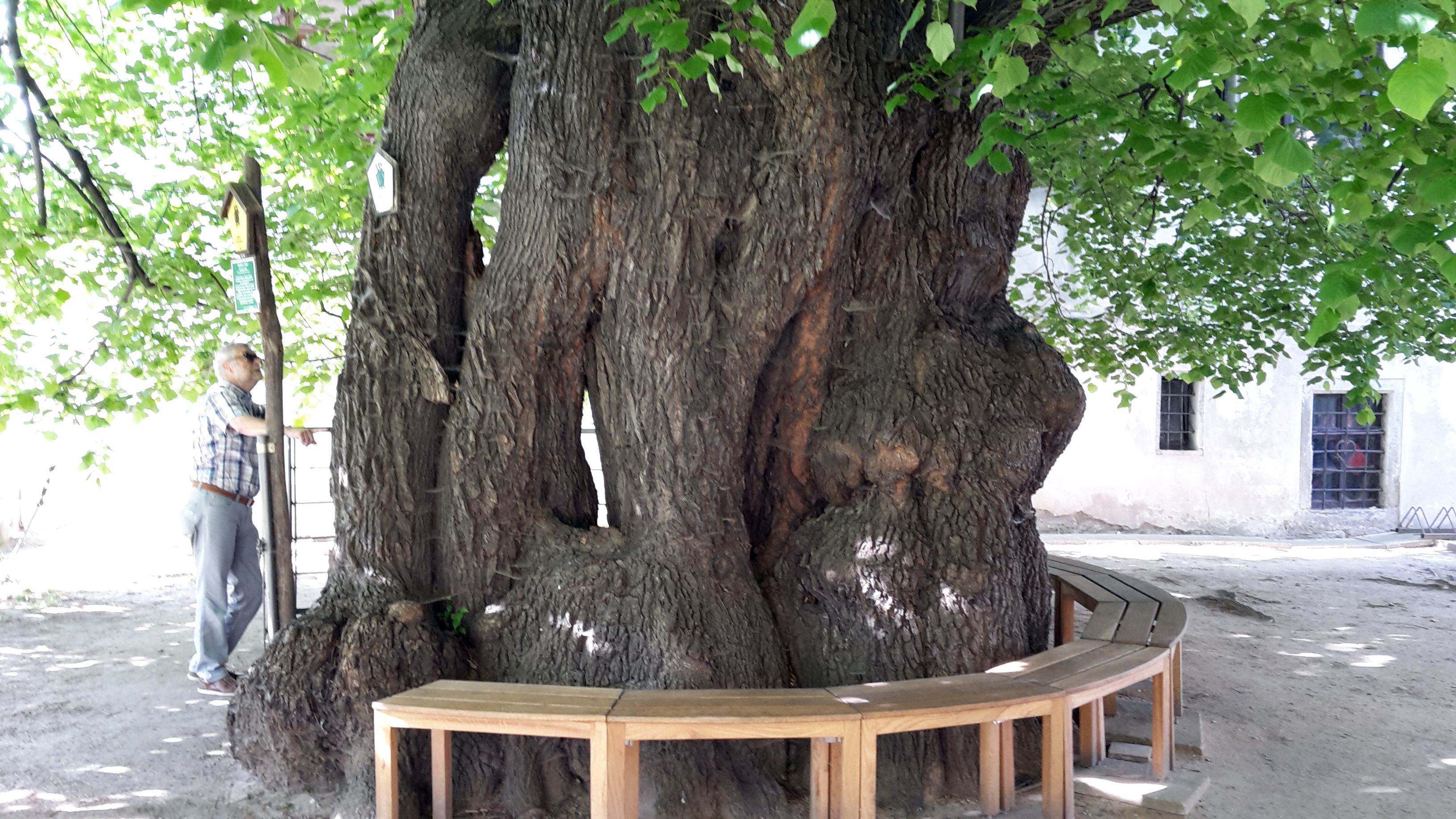
Hauptstamm mit umlaufender Bank (2015)

Eine Altersbestimmung ist auch mit modernsten Methoden nicht möglich, da der Stamm über die Jahrhunderte stark gelitten hat und nur noch ein Relikt ist. Eine Jahresringzählung, beispielsweise mit Hilfe einer Bohrkernentnahme oder durch eine Bohrwiderstandsmessung mittels Resistograph, ist nicht möglich, da im Zentrum des Stammes das älteste Holz fehlt. Aus dem gleichen Grund ist eine Altersbestimmung über den Gehalt an radioaktivem Kohlenstoff (Radiokohlenstoffdatierung, auch 14C-Datierung genannt) nicht durchführbar; entnommene Proben stammen von einem viel jüngeren Holzgewebe. Auch gibt es keinerlei Anhaltspunkte oder konkrete Hinweise in der Literatur über ein Pflanzdatum. Das Alter der Linde kann deswegen nur annähernd mit entsprechend unterschiedlichen Angaben bestimmt werden. In einem Teil der Literatur ist zu lesen, dass die Linde noch vor der Gründung des Ortes Kaditz von den Sorben gepflanzt wurde, um das Jahr 1000 oder noch davor, was einem Alter von etwa 1000 Jahren entspräche. Anderswo wird die Pflanzung der Linde mit dem Bau der ersten Kapelle im Jahre 1273 in Verbindung gebracht. Demnach wäre die Linde etwa 750 Jahre alt. Die Angaben schwanken zwischen 500 und 1000 Jahren. Das Deutsche Baumarchiv schätzte das Alter der Linde im Jahre 2012 auf 500 bis 700 Jahre. Hans Joachim Fröhlich nahm 1994 ein Alter von etwa 1000 Jahren an. Michel Brunner schätzte sie 2007 auf 800 Jahre. In der Broschüre Baum-Naturdenkmale in der Region Oberes Elbtal/Osterzgebirge des Staatlichen Umweltfachamts Radebeul wird ein Alter von 800 bis 1000 Jahren angegeben. Die ältere Literatur gibt überwiegend ein Alter von etwa 1000 Jahren an, wie die Zeitschrift Die Gartenlaube aus dem Jahre 1890.

## Veranstaltungen

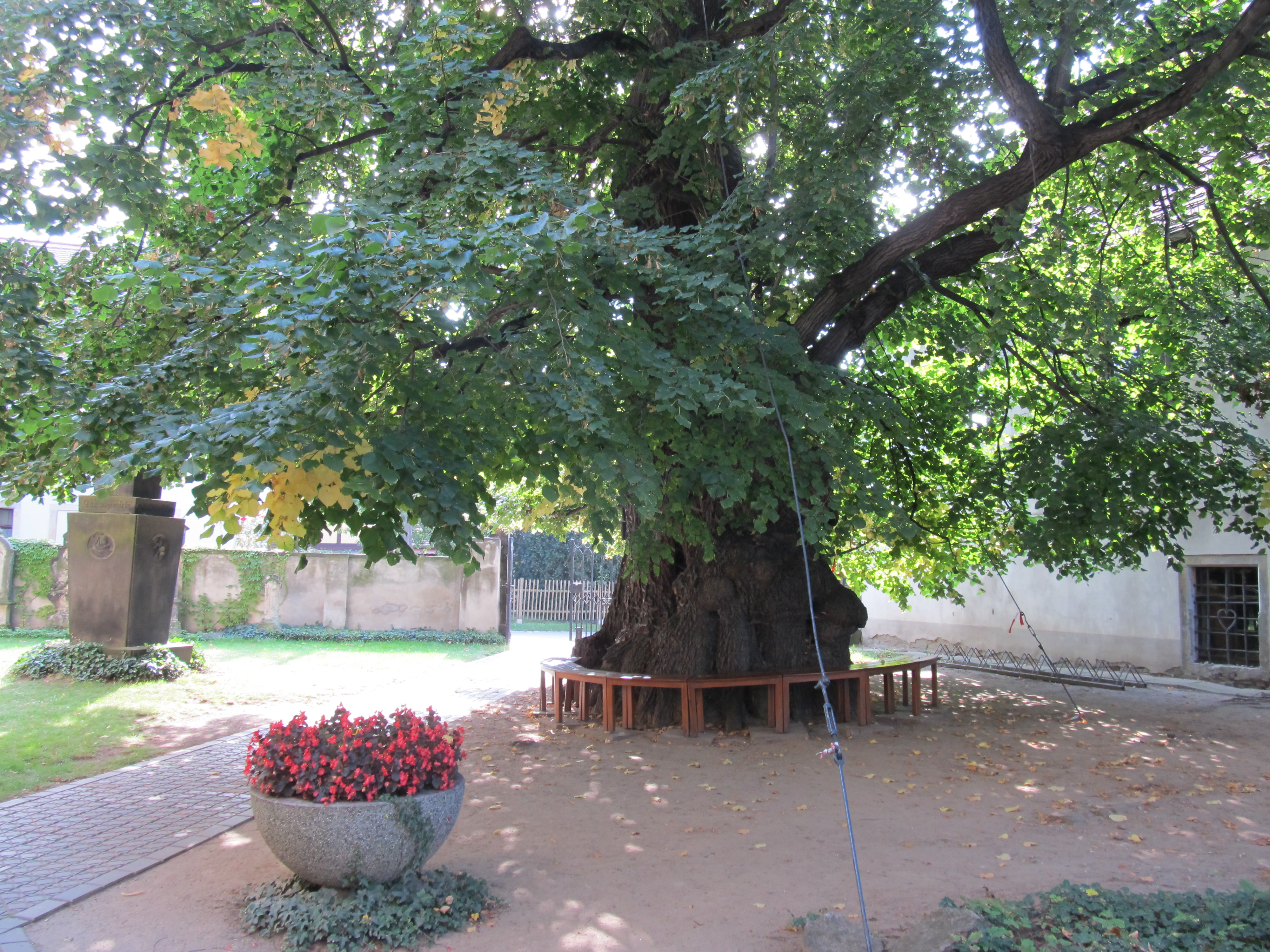
Linde mit Spannseilen gesichert

Jedes Jahr finden traditionell an Johannistag mit den Gläubigen der Kirchengemeinde eine Abendandacht und danach ein Volksliedersingen statt. Bereits im Jahre 1830 wurde berichtet: „So zog man nach der Kirche, vor der die alte, ehrwürdige Linde, gewiß eine der größten in Teutschland (18 Ellen im Umfang), mit Kränzen behangen war.“
Bei der Fußball-Weltmeisterschaft 2010 wurde das erste Spiel mit deutscher Beteiligung unter der Linde im Public Viewing übertragen.
In der Emmauskirche werden mehrmals im Jahr Konzerte in der Konzertreihe Orgel plus veranstaltet, organisiert vom Förderkreis Kirchenmusik Laurentius Dresden e. V. Anschließend trifft man sich zu einem gemütlichen Beisammensein mit Ausschank unter der Linde.

## Erzählungen

### Goethe
Johann Wolfgang von Goethe besuchte insgesamt siebenmal Dresden.
Als geschichtsinteressierter und belesener Künstler, der auf verschiedenen naturwissenschaftlichen Gebieten forschte und publizierte, interessierte er sich wohl auch für die Linde, die schon damals auf Grund ihres hohen Alters und großen Wuchses bei naturwissenschaftlich Interessierten über die Grenzen von Sachsen hinaus bekannt war. Bei seinem letzten Dresdenaufenthalt im August 1813 oder bereits im Jahre 1810 soll er mit Freunden bei einem Ausflug auch die Kaditzer Linde besucht haben und von ihrem prächtigen Wuchs und hohem Alter sehr beeindruckt gewesen sein. Goethes Besuch der Linde soll in einem Buch vermerkt sein. Um welches es sich handelt, ist nicht bekannt.

### Pranger

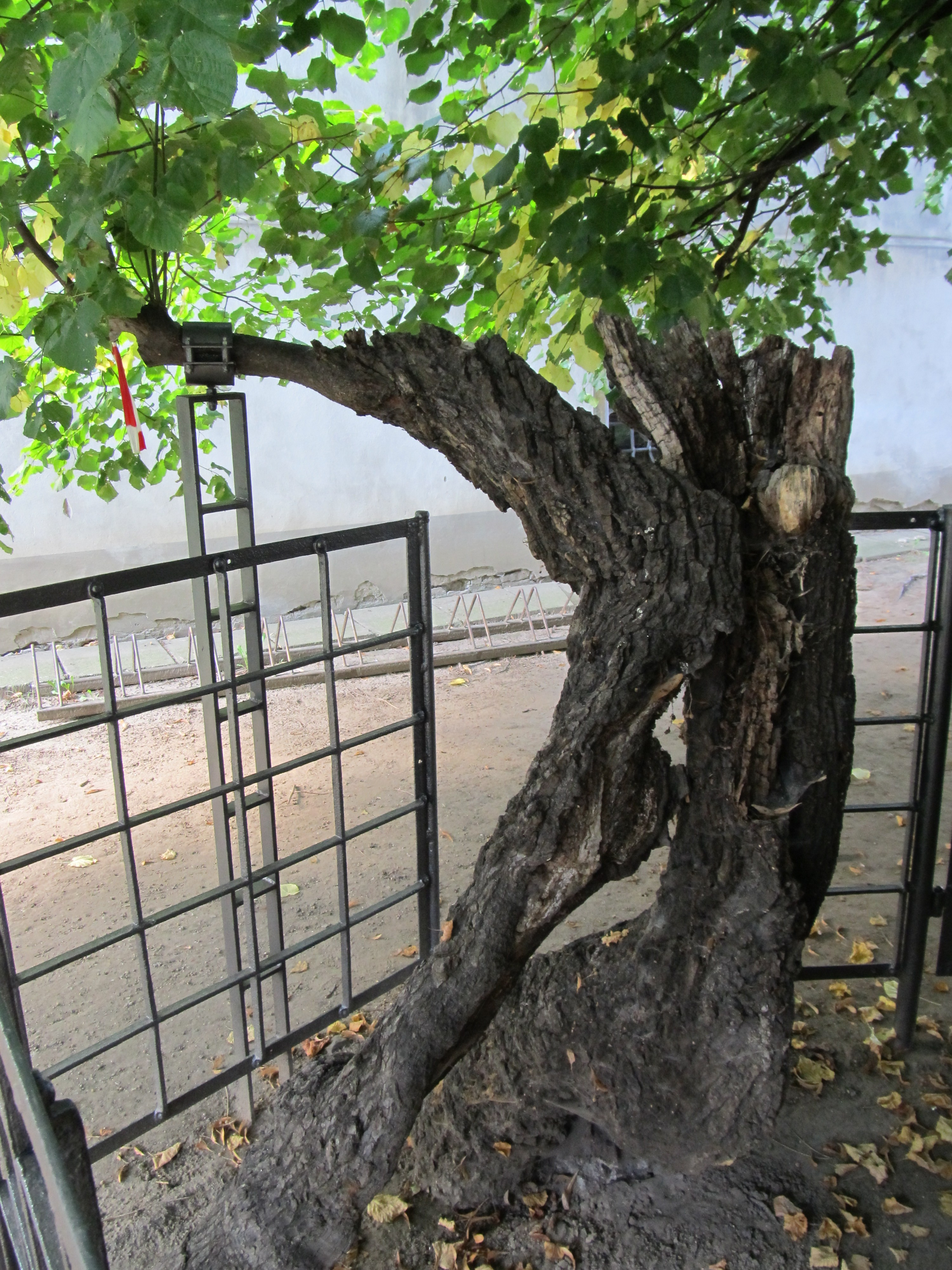
Stammfragment mit Stütze und Schutzgitter

Den Überlieferungen nach soll die Linde im Mittelalter über einen längeren Zeitraum, wohl bis ins 18. Jahrhundert, als Gemeindepranger gedient haben. Dort wurden die Delinquenten, an ein Halseisen gekettet, öffentlich vorgeführt und den verachtenden Blicken und dem Spott der Gottesdienstbesucher ausgesetzt, deren Weg zur Kirche an der Linde vorbei führte. In Sachsens Kirchen-Galerie aus dem Jahre 1836 wird berichtet: „Nach Aussage der Alten, welche ihren Vätern nacherzählen, diente der Stamm, bei der sonst üblichen Kirchenbuße, als Pranger. Die zu diesem Behufe eingeschlagenen Halseisen sind an demselben noch vorhanden, aber die beiden Halbzirkel haben sich bei erfolgter Ausdehnung des Baumes zwei Ellen von einander entfernt.“ Im Jahre 1890 wurde in der Zeitschrift Die Gartenlaube in der Reihe Deutschlands merkwürdige Bäume ebenfalls über den Pranger berichtet:

„Wie man erzählt soll die Kaditzer Linde auch als Pranger für klatschsüchtige Weiber und ähnliche Missethäter gedient haben. In der That findet sich in geringer höhe über dem Erdboden am Stamm ein eingewachsenes Stück Eisen, das als Rest des Halseisens bezeichnet wird. Die böszüngigen Frauen saßen, den Hals im Eisen, an den Stamm gelehnt, während die Kirchenbesucher an ihnen zum Gottesdienst vorübergingen. Doch ist darüber etwas Urkundliches nicht erhalten und wir können uns nur mit dem Wunsche trösten, daß es sich wirklich so verhalten haben möge!“

Hinweise, dass es sich um eine Prangerlinde handelte, sind die am Stamm eingeschlagenen eisernen Ringe und Klammern, die schon vor 100 Jahren beinahe mit Rinde überwachsen waren. In der jüngeren und älteren Literatur werden eingeschlagene Ringe und Klammern als Haupthinweis auf eine Prangerlinde gedeutet. Es ist jedoch nicht gesichert, ob die Eisen am Stamm tatsächlich diesem Zweck dienten, da konkrete Nachweise in der Literatur fehlen.